# Buck Angel
Buck Angel est un homme trans américain, acteur et producteur de films pornographiques, et conférencier.
Fondateur de sa propre société de production Buck Angel Entertainment, il reçoit un AVN Award en 2007 comme Performeur Trans de l'Année. Il a fait partie du conseil d'administration du Woodhull Sexual Freedom Alliance,,, de 2010 à 2016, qui travaille à affirmer la liberté sexuelle comme un droit humain fondamental.

## Jeunesse
Angel naît dans la vallée de San Fernando, à Los Angeles. Il est assigné femme à la naissance. Grandissant comme garçon manqué, son comportement atypique de genre dans l'enfance est plutôt bien accepté. Vers 16 ans, ses rapports familiaux deviennent plus conflictuels.

## Transition
Après une tentative de suicide à l'université, ses parents l'envoient en thérapie, où il déclare qu'il se sent homme, nouvelle qui n'est pas bien reçue par sa famille qui « allait le placer en hôpital psychiatrique » selon lui. Son thérapeute le qualifie de lesbienne.
Angel ne trouve aucun soutien pour transitionner pendant ses années adolescentes. Ignorant l'existence de traitements pour la dysphorie de genre telle que l'hormonosubstitution, il vit pendant des années en tant que femme en prenant des drogues et de l'alcool. Bien qu'il ait été employé comme mannequin féminin, il est insatisfait de son identité et de son existence, et déclare « n'aimait pas la vie ».
Il commence sa transition à 28 ans,. Il est l'un des premiers hommes trans à avoir accès à une transition hormonale, qui est alors expérimentale. Son médecin testera plusieurs dosages sur une période de 6 mois, avant de trouver celui qui conviendra,. Angel se concentre ensuite sur son apparence physique et choisit de subir une mastectomie. Souhaitant au départ un pénis, il ne subit finalement pas de chirurgie de réassignation sexuelle, la technique n'étant alors pas suffisamment avancée. Par la suite, il déclare que sa transition médicale est terminée même sans cette intervention,

## Carrière de film pour adulte

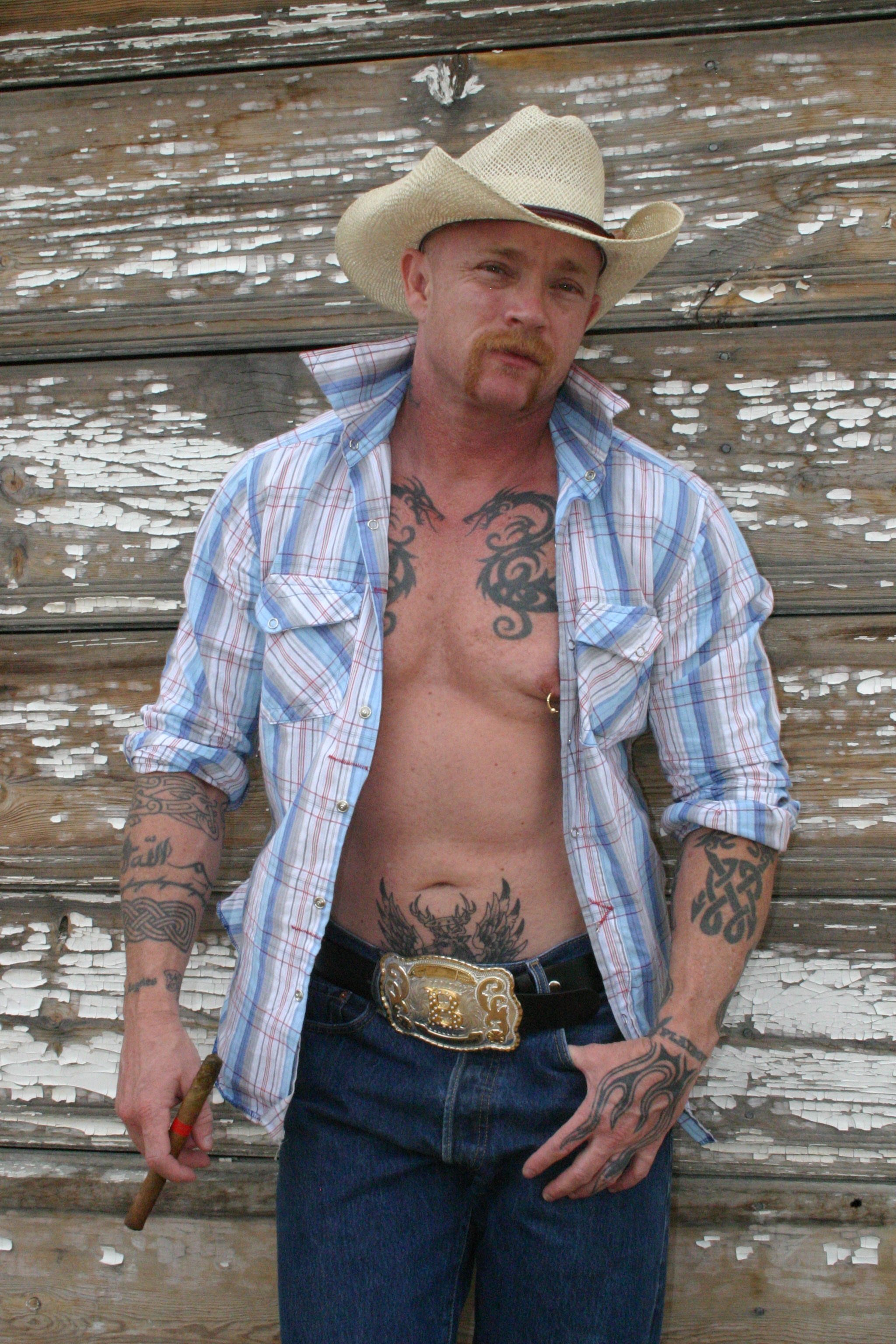
Buck Angel en cowboy.

Angel a commencé à produire et jouer dans ses propres films pour adultes sous la marque Buck Angel Entertainment. Alors identifié et présenté comme un homme à ce moment, il n'avait pas reçu de chirurgie de réattribution sexuelle (« The Man With a Pussy »).
En 2005, il apparait dans Titan Media en étant le premier trans homme à être en vedette dans un film produit par une société spécialisée dans le porno gay masculin,. La même année, il joue dans Allanah Starr's Big Boob Adventures (réalisé par la femme trans Gia Darling). La performance a été nommée par les AVN Awards dans la catégorie « Most Outrageous Sex Scene ». Sa performance de 2008 dans Buckback Mountain a reçu les nominations de « Best Alternative Release » et « Best Specialty Release » aux GayVN Awards.
Angel apparait dans Naked, un documentaire de 2008 sur l'industrie du X, réalisé par Ed Powers. Dans ce film, il apparait avec Wolf Hudson dans une scène, produite par le photographe Justin Lubin.

## Travail éducatif
En 2012, Angel commence à faire la transition de l'industrie du porno vers l'éducation sexuelle et parcourt le monde en tant que conférencier de la sexualité humaine. Il invente le slogan « ce n'est pas ce qu'il y a entre vos jambes qui vous définit » et sa présentation dans « Bucking the System » redéfinit les notions traditionnelles de genre (voir fluidité du genre et identités politiques). Angel participe aussi à des sessions de questions et réponses concernant son documentaire « Sexing the Transman» et le film autobiographique « Mr. Angel ». Il est intervenu dans de nombreuses universités à travers le monde, et a participé à des événements Pride ainsi qu'à des festivals de films. Il a été également conférencier à la Sex Week à l'université Yale et à l'IdeaCity10 de Toronto.
En octobre 2010, Angel a contribué au projet de Dan Savage, « It Gets Better », en racontant sa propre histoire de transition sur YouTube. Il a également produit de multiples annonces pour le service public sur les sujets de l'image corporelle positive, la grande communauté LGBTQIA+, le spectre queer, la santé et le bien-être des personnes trans Angel s'est aussi engagé dans l'éducation à la prévention sexuelle des hommes trans.
Entre 2010 et 2015, il crée une série qui sera primée sur la sexualité masculine trans, appelée « Sexing The Transman XXX », qui en est maintenant à son quatrième épisode. Ce film a gagné le prix « Feminist Porn Awards » en 2012 dans la catégorie « Most Tantalizing Trans Film ».

## Autres activités
Angel apparait dans divers talk shows parmi lesquels ceux avec Howard Stern, Tyra Banks, et Maury Povich ; également Secret Lives of Women aux États-Unis, le Morning Show au Royaume-Uni, et Jensen Show aux Pays-Bas.
L'artiste britannique Marc Quinn réalise une sculpture en taille réelle d'Angel,. Angel a posé pour la série de sculptures réalisées par Quinn sur le thème des transformations humaines en 2010 ; la série a été révélée à la galerie White Cube de Londres.
Il a été présenté à travers quatre sculptures de bronze différents, dont deux en solo, et deux avec Allanah Starr. La sculpture taille réelle d'Angel est maintenant un élément permanent du Musée d'Art Adelaide.
En 2012, il crée un site de rencontre pour les hommes transgenres appelés BuckAngelDating.com, parce qu'« il n'y avait pas encore de site de rencontre répondant aux besoins spécifiques des hommes trans »
Angel a créé « Trantastic Storytelling » en 2015, un service qui offre des possibilités pour les personnes transgenres de partager leurs expériences de vie à des fins éducatives.

## Prix et nominations
- Il est nommé pour un AVN Award dans la catégorie « Transsexual Performer of the Year » en 2007, 2008, 2009 et 2010, et le remporte en 2007[38]. Il est le seul homme trans à avoir remporté ce prix.
- En avril 2008, il remporte un « Feminist Porn Award » pour « Boundary Breaker of the Year »[39]
- En 2012, il remporte un « Feminist Porn Award » pour son film révolutionnaire « Sexing The Transman XXX ».
- En 2012, il remporte le « Best FTM Performer of the Year » aux Tranny Awards. Ce fut la première année que ce prix a été décerné.

## Vie privée
Angel s'est marié avec Karin Winslow (aussi connue sous le nom Ilsa Strix). Angel a demandé le divorce quand Winslow l'a quitté pour sa cliente, Lana Wachowski,,.
Angel a rencontré sa seconde femme, Elayne Angel, tatoueuse-perceuse, sur un site de rencontre et l'a épousée à La Nouvelle-Orléans, le 17 novembre 2003,.
Elayne a demandé le divorce en mai 2014. Buck Angel a déclaré qu'elle avait déplacé 500 000 $ provenant de leur compte bancaire et avait demandé 2 000 $ de pension alimentaire mensuelle. Pour éviter les paiements de pension alimentaire, Elayne a affirmé que leur mariage n'avait pas été légalement reconnu car la Louisiane ne reconnaissait pas encore le mariage entre personnes de même sexe en 2003, et Buck Angel n'a jamais reçu de chirurgie de réattribution sexuelle génitale, donc son certificat de naissance n'avait pas été mis à jour en tant qu'homme après qu'ils se sont mariés,,.
En août 2014, la Cour supérieure de Californie a statué que leur mariage était valide en raison de l'ambiguïté des statuts de la Louisiane en ce qui concerne la chirurgie de réassignation sexuelle, ce qui pourrait inclure la « chirurgie du haut » (voir mastectomie) qu'Angel avait reçue,,.
Angel a ensuite épousé sa troisième femme, l'artiste et réalisatrice Rachel Mason.

## Filmographie (sélection)

### Films pour adulte
- 2004 : « Buck's Beaver »
- 2005 : « The Adventures of Buck Naked »
- 2005 : « Cirque Noir »
- 2005 : « Allanah Starr's Big Boob Adventures »
- 2006 : « Buck Off »
- 2006 : « V for Vagina »
- 2006 : « The Buck Stops Here »
- 2007 : « Even More Bang for Your Buck Vol.1 »
- 2008 : « Even More Bang for your Buck Vol.2 »
- 2008 : « Buckback Mountain »
- 2009 : « Ultimate Fucking Club Vol. 1 »
- 2009 : « Ultimate Fucking Club Vol.2 »
- 2010–12 : « Sexing The Transman XXX Series »

### Documentaires
- 2008 : « NAKED »
- 2012 : « Sexing the Transman »
- 2013 : « Mr. Angel »

### Media
- 1993 : Porn for Pyros - « Cursed Female »
- 2015 : « Technical Difficulties of Intimacy »

### Interviews
- Interview avec Buck Angel sur The Feed Australia
- Interview avec Buck Angel sur Joe Rogan
- Interview avec Buck Angel sur AOL TrueTrans
- Interview avec Buck Angel sur Edenfantasys
- Interview avec Buck Angel par Gerry Visco pour New York Press
- Buck Angel Interview dans GV Weekly
- Interview vidéo avec des images en tant que femme
- Interview sur The Fetish Show
- Interview sur LGN Show (Espagnol/Anglais)

### Documentaires
- « Sexing the Transman »
- « Mr. Angel »